# Anat Ma'or
Anat Ma'or (hebrejsky: ענת מאור) je izraelská politička a bývalá poslankyně Knesetu za stranu Merec.

## Biografie
Narodila se 28. května 1945 ve vesnici Negba. Sloužila v izraelské armádě, kde dosáhla hodnosti poručíka (Segen). Bakalářský titul v oboru historie a filozofie získala na Telavivské univerzitě, kde obdržela i magisterský titul z oboru řízení práce. Pracovala pak jako univerzitní učitelka. Hovoří hebrejsky a anglicky.

## Politická dráha
Působila jako tajemnice kibucu Negba, ředitelka sionistického imigračního úřadu v USA, ředitelka střední školy. Byla členkou levicové pacifistické organizace Šalom achšav a organizace Bat Šalom. Publikovala v izraelských médiích. V roce 1997 napsala knihu Ženy-nastupující síla, která se zabývala rolí žen na pracovním trhu.
V izraelském parlamentu zasedla po volbách v roce 1992, v nichž kandidovala za stranu Merec. Do činnosti Knesetu se zapojila jako jeho místopředsedkyně a členka výboru pro přistěhovalectví a absorpci, výboru práce a sociálních věcí a výboru pro status žen. Mandát obhájila ve volbách v roce 1996. Po nich byla členkou výboru pro status žen a předsedkyní podvýboru pro rozvoj žen na pracovním trhu a v ekonomice. Opětovně byla zvolena ve volbách v roce 1999. Usedla jako členka do výboru pro status žen, výboru pro státní kontrolu a výboru pro ústavu, právo a spravedlnost. Předsedala výboru pro vědu a technologie.
Ve volbách v roce 2003 mandát neobhájila.